# Templários em Portugal
A presença dos Cavaleiros Templários em Portugal regista-se de 1128 até à dissolução da Ordem no séc. XIV.
Tendo desempenhado um papel fulcral durante a Reconquista Portuguesa na tomada de território aos muçulmanos, na sua povoação ou defesa, a Ordem afirmou-se como uma influente instituição em Portugal e importante parceira da Coroa Portuguesa. Por esta razão, os seus membros não sofreram represálias aquando da sua dissolução, ao contrário do que sucedeu nas restantes nações da Europa, tendo transitado com os seus bens para a Ordem de Cristo, criada especificamente pelo rei D. Dinis para este fim.

## História
A Ordem estabeleceu-se em Portugal não muito tempo depois da sua fundação, tendo a condessa D. Teresa doado aos templários a 19 de Março de 1128, o castelo fronteiriço de Soure, perto de Coimbra. A cerimónia de doação teve lugar em Braga, na presença de Raymond Bernard, cavaleiro templário recrutado por Hugo de Payens aquando da sua visita à Europa à procura de doações.
Era uma época de graves tensões políticas em Portugal e, poucos meses depois da doação de D. Teresa, o seu filho e herdeiro D. Afonso Henriques revoltou-se com o apoio da nobreza portucalesa, derrotou as tropas fieis à sua mãe na Batalha de São Mamede e assumiu o governo do condado.
Não se opôs o príncipe à presença dos templários em território português e confirmou as doações que lhes fizera a sua mãe. Pretendia D. Afonso envolver a Ordem no esforço de reconquista contra os mouros.

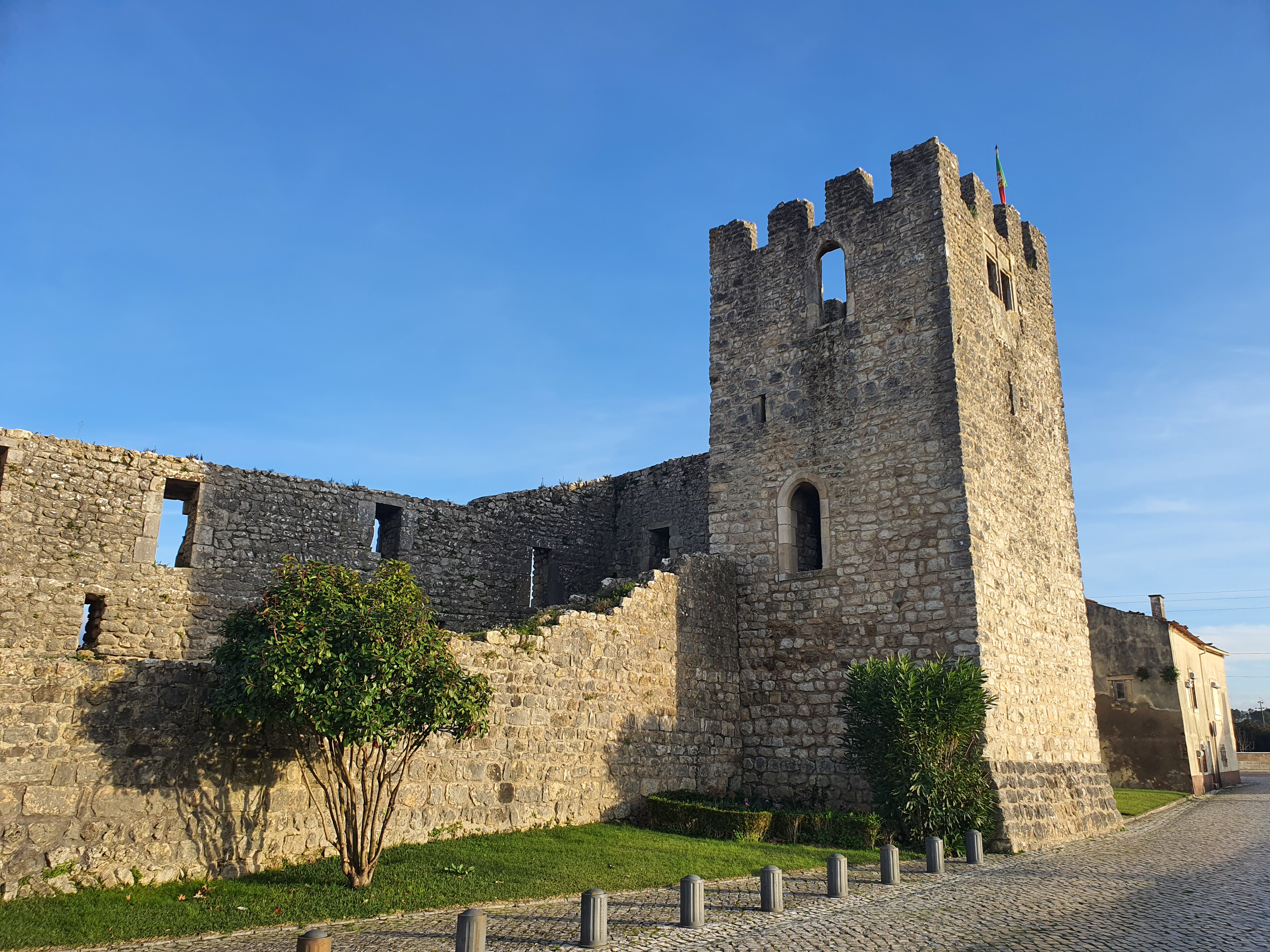
O castelo de Soure

Rapidamente a Ordem cresceu tanto em número como em prosperidade durante os primeiros dezasseis anos em Portugal, tendo recrutado novos membros e adquirido bens, doados ou comprados. O baptismo de fogo da Ordem em Portugal deu-se, tanto quanto se sabe, em 1144, quando o alcaide mouro de Santarém atacou o Castelo de Soure. Os freires-cavaleiros fizeram uma surtida porém foram desbaratados e o castelo pilhado, tendo vários sido aprisionados. Não obstante este desaire, no ano seguinte Fernão Mendes de Bragança, casado com a irmã de D. Afonso Henriques, doou à Ordem o Castelo de Longroiva.
Os cavaleiros templários participaram na conquista de Santarém, em 1147, tendo as muralhas sido escaladas de surpresa durante a noite ou alvorada e a cidade conquistada por um reduzido destacamento de guerreiros.
Mais tarde, D. Afonso Henriques doou à Ordem as terras de Ceras, que incluíam um castelo então em ruínas. Foi este donativo de importância estratégica pois as terras de Ceras eram altamente propícias ao esforço de povoamento devido à sua fertilidade, situavam-se perto da fronteira junto ao Tejo, e o seu castelo defendia uma importante estrada que ligava Lisboa a Coimbra. Em vez de restaurar o velho castelo arruinado, o mestre dos templários D. Gualdim Pais decidiu construir um formidável castelo novo, cujas obras iniciaram-se a 1 de Março de 1160. O castelo de Tomar incluía várias inovações arquitectónicas de engenharia militar inspiradas nos castelos da Terra Santa, que Gualdim Pais já antes visitara. Dois anos mais tarde o mestre concedeu à vila de Tomar um foral.

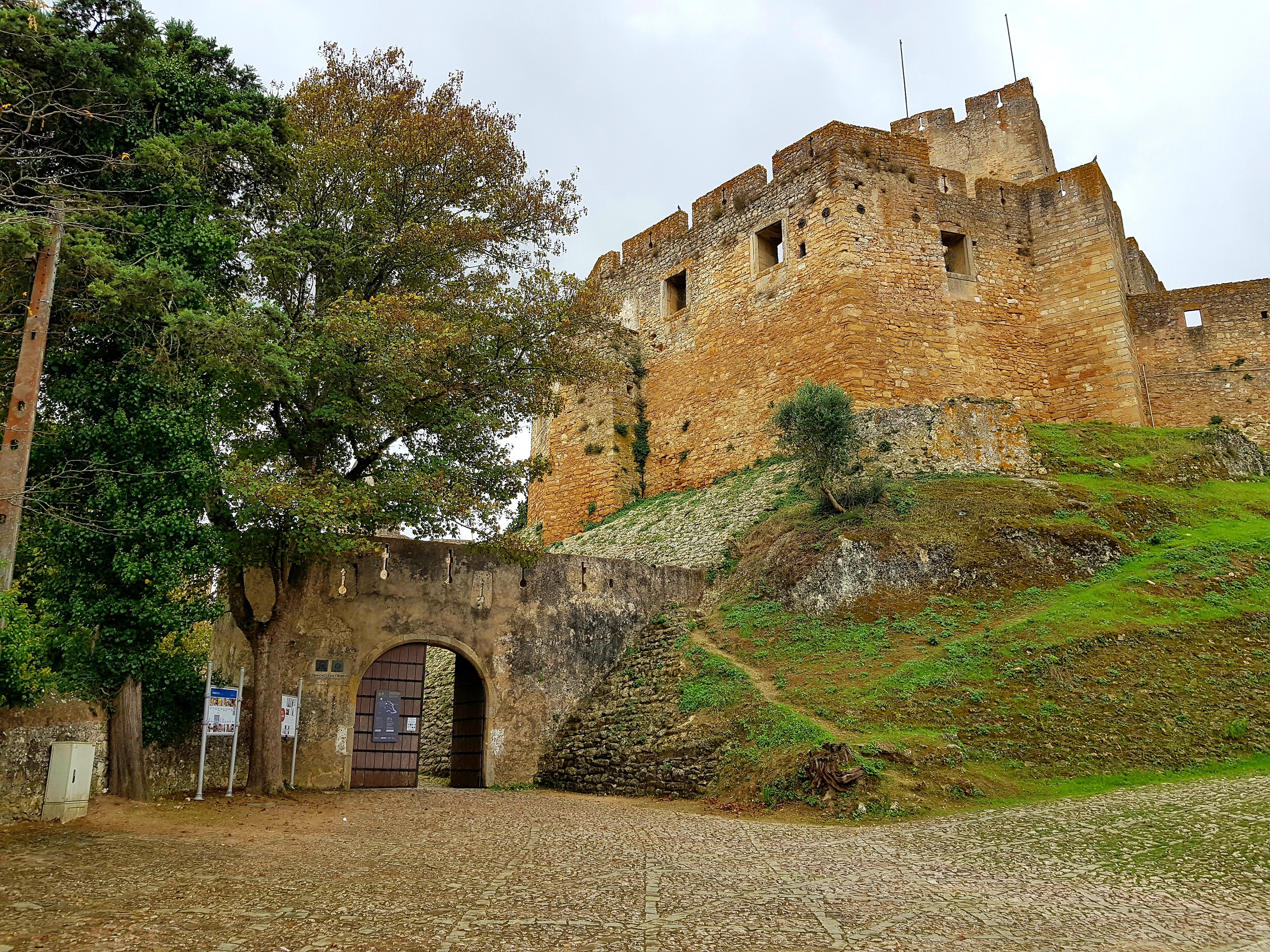
A alcáçova de Tomar

Entres as inovações arquitectónicas que Gualdim Pais e os templários introduziram em Portugal contam-se as torres de menagem, alambores, e hurdícios, estruturas de madeira que coroavam as torres.
A importância militar da Ordem igualava a sua importância no esforço de povoação e desenvolvimento das terras e da agricultura. A maioria dos seus territórios encontravam-se ermos quando entraram para a posse dos cavaleiros devido às pilhagens e devastações causadas pela guerra. A Ordem outorgava forais e incentivava a povoação das terras. As várias Ordens militares em Portugal mais tarde adoptaram economia de escala e usavam meios notavelmente sofisticados de produção, como fosse o sistema de irrigação introduzido pelos templários no vale do Rio Zêzere. O excedente de produção era depois vendido em mercados urbanos.
A 30 de Novembro de 1165 o rei D. Afonso Henriques doou à Ordem o castelo de Monsanto, se bem que este castelo passaria para as mãos da Ordem de Santiago em 1172. Neste ano foi também doado aos templários a região entre os rios Erges, Tejo e Zêzere, onde é hoje a Beira Baixa. O mestre Gualdim Pais promoveu o restauro do castelo de Almourol em 1171. Até 1217 a Ordem foi de vital importância para a defesa da fronteira sul de Portugal, quando esta avançou definitivamente na direcção do Algarve. Os templários em Tomar resistiram a um forte ataque muçulmano em 1190, quando este castelo foi cercado pelos almóadas, chefiados pelo califa em pessoa.

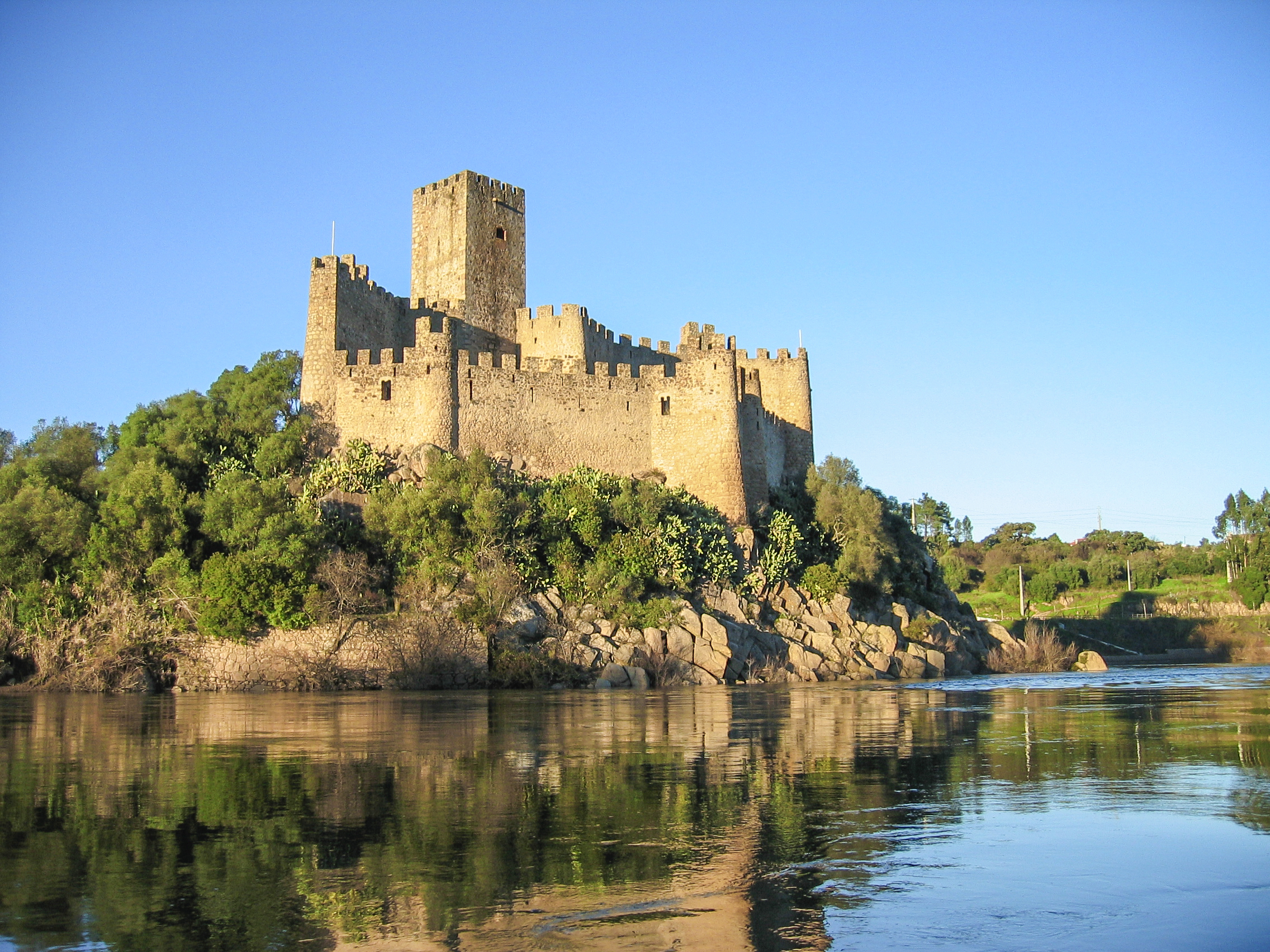
O Castelo de Almourol

O "Rei Povoador", D. Sancho I, foi também um grande partidário dos templários e durante o seu reinado a Ordem recebeu importantes doações de terra. Em 1198 o rei entregou parte do território na Beira Baixa ao nobre Fernando Sanches. Idanha-a-Nova foi fundada em 1205 ou 1206 e doada aos templários. Em 1209 Fernando Sanches vendeu a Herdade da Cardosa, onde hoje fica Castelo Branco, ao mestre do Templo João Domingues mediante três condições: que ficaria com metade das rendas, os templários povoariam a região e construiriam ali um castelo para defesa das populações.
Certo número de templários e voluntários das milícias concelhias participaram na grande Batalha de Navas de Tolosa em 1212, chefiados pelo mestre Gomes Ramires, que pereceu na acção. Os templários participaram também na tomada de Alcácer do Sal, a sul de Lisboa, empreendimento promovido pelo bispo de Lisboa D. Soeiro.
Entre 1214 e 1230 foi construído o castelo de Castelo Branco. Castelo Branco foi escolhida para ser a segunda sede da Ordem em Portugal a seguir a Tomar e naquela cidade foram reunidos pelo menos sete capítulos gerais, nomeadamente em 1228, 1253, 1264, 1265, 1266 e 1272. O elevado estatuto da localidade levou o mestre Martim Sanches ou Estevão de Belmonte a decidir-se pela construção do Palácio dos Comendadores, em 1229.
Os templários em Portugal, Leão e Castela encontravam-se inicialmente sob o comando do mesmo preceptor. Quando o príncipe Sancho de Castela revoltou-se contra o seu pai Afonso X de Castela em 1282, muitos templários portugueses declararam-se a favor do rei, ao passo que os templários castelhanos apoiaram o príncipe, se bem que só momentaneamente. Aquando da morte do mestre português João Fernandes, o comando templário em Portugal foi separado do de Leão e Castela, fruto da insistência da Coroa Portuguesa, que encontrava-se recorrentemente em guerra com os reinos vizinhos.

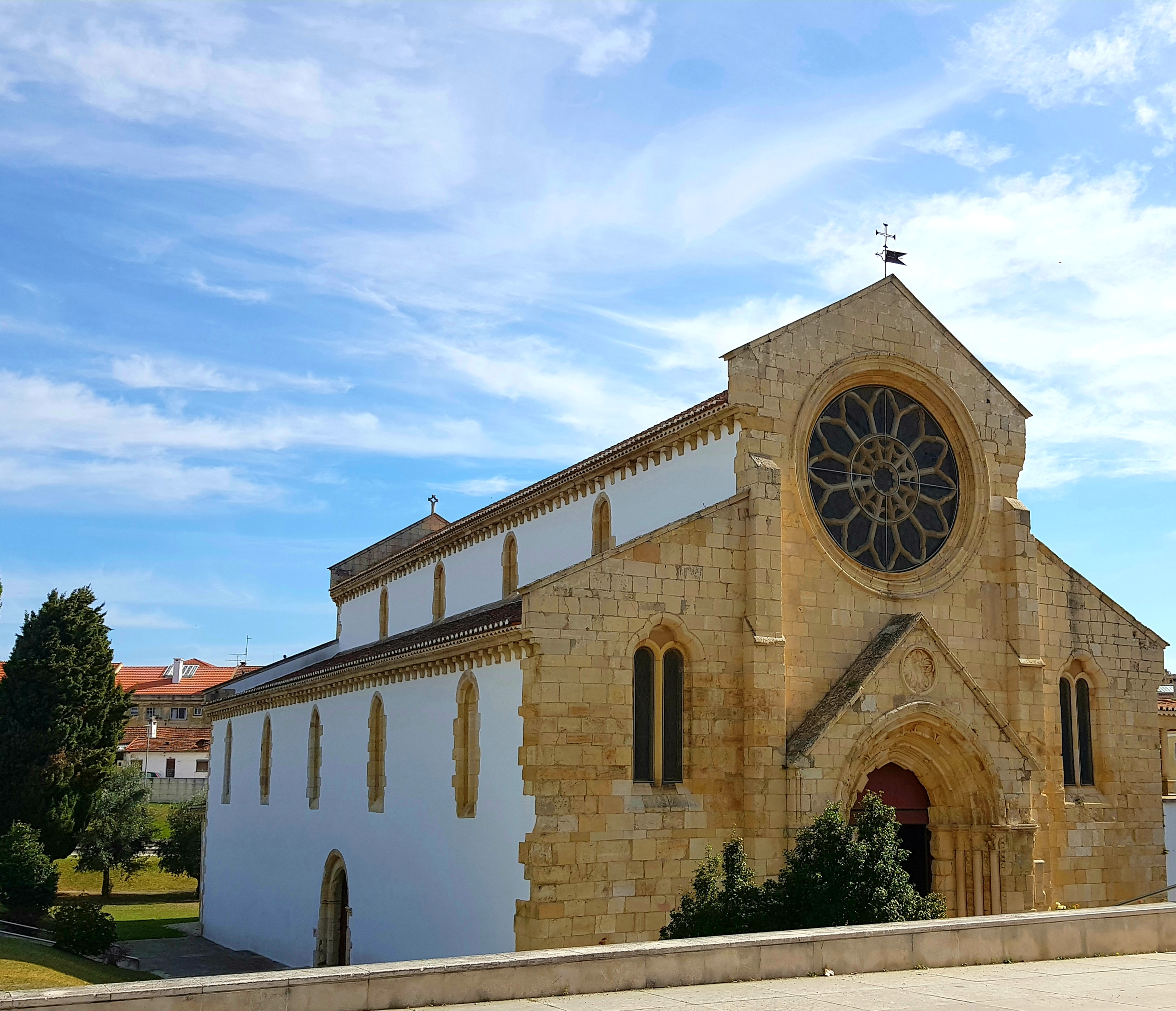
A Igreja de Santa Maria dos Olivais em Tomar, panteão de vários mestres

O processo de dissolução dos templários em Portugal e a criação da Ordem de Cristo que os sucederia, começou em 1306 quando o Papa Clemente V exigiu a investigação e o confisco de bens da Ordem na península Ibérica. Ao contrário do rei Fernando IV de Leão e Castela, que de imediato se apropriou dos bens da Ordem, o rei D. Dinis hesitou em cumprir a exigência papal e só o fez em 1309, quando já se avolumavam o número de queixas de clérigos e nobres com disputas e reivindicações contra a Ordem. No ano seguinte a 31 de Janeiro de 1310, o rei assinou um pacto com os reis Fernando de Castela e Jaime II de Aragão contra o Vaticano, caso este reivindicasse para a Igreja os bens da Ordem.
Confrontado com uma frente unida na península Ibérica, o Papa exigiu a transferência dos bens templários para a Ordem dos Hospitalários, porém também a isto se opôs o rei D. Dinis, não só porque um comando hospitalário, no sediado no estrangeiro, podia revelar-se inconveniente contra a ameaça muçulmana do norte de África, como também porque o grande número de castelos fronteiriços que seriam então concentrados nas mãos dos hospitalários afigurava-se como um risco para Portugal.
O papa Clemente V foi sucedido por João XXII, que aceitou a proposta da criação de uma Ordem nova para substituir os templários em Portugal. Para a boa-vontade do papa contribuiu a sensata hesitação do rei português em confiscar os bens dos Templários, ao contrário do rei de Castela.

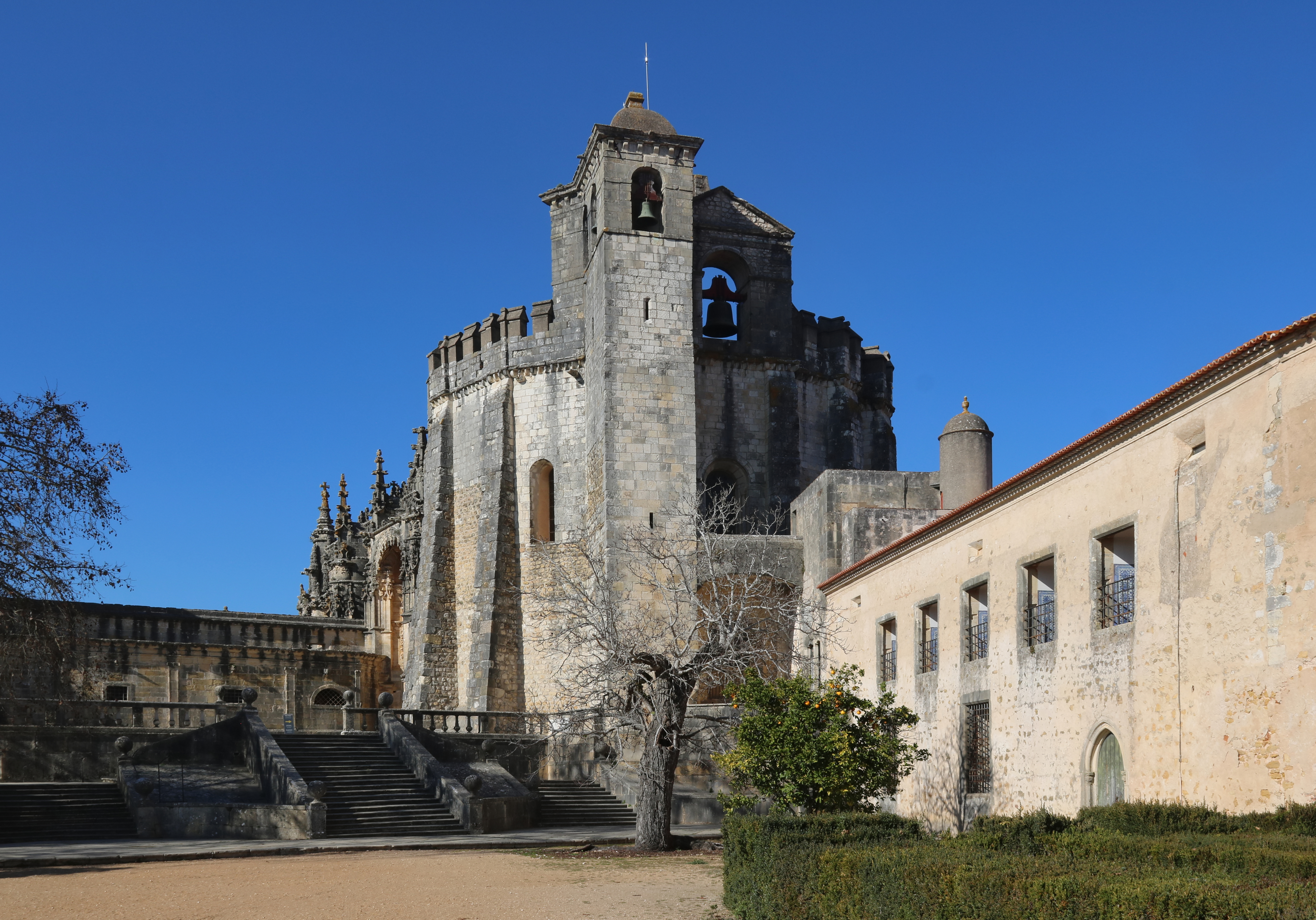
A charola do castelo de Tomar

A nova Ordem de Cristo foi oficializada pela bula papal Ad Ea Exquibus, assinada a 14 de Março de 1319. O rei D. Dinis entregou então à nova Ordem "todos os castelos, propriedades e bens" que haviam pertencido aos templários, ao passo que Gil Martins foi nomeado primeiro grão-mestre da Ordem. Muitos antigos cavaleiros templários juntaram-se à nova Ordem, não se tendo efectivado ou registado prisões. O último mestre do Templo em Portugal, D. frei Vasco Fernandes acabou os seus dias como comendador de Montalvão, na fronteira com Espanha, destino bastante diferente do de Jacques de Molay. D. Vasco e muitos ex-templários passaram então a incluir nas suas assinaturas Quondam miles Templi ou seja, "outrora cavaleiro Templário".

## Locais em Portugal associados à Ordem do Templo

### Castelos

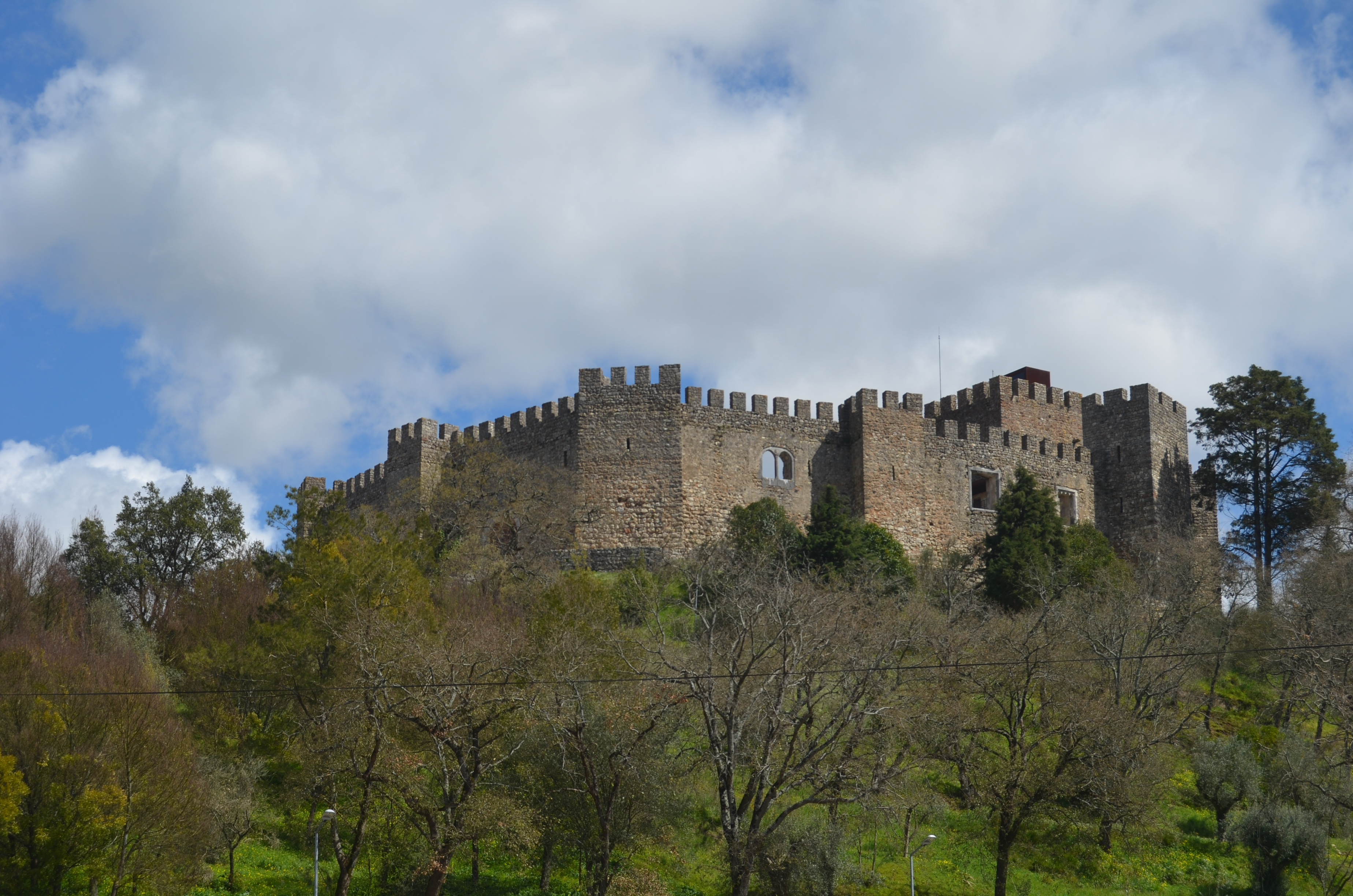
O castelo de Pombal

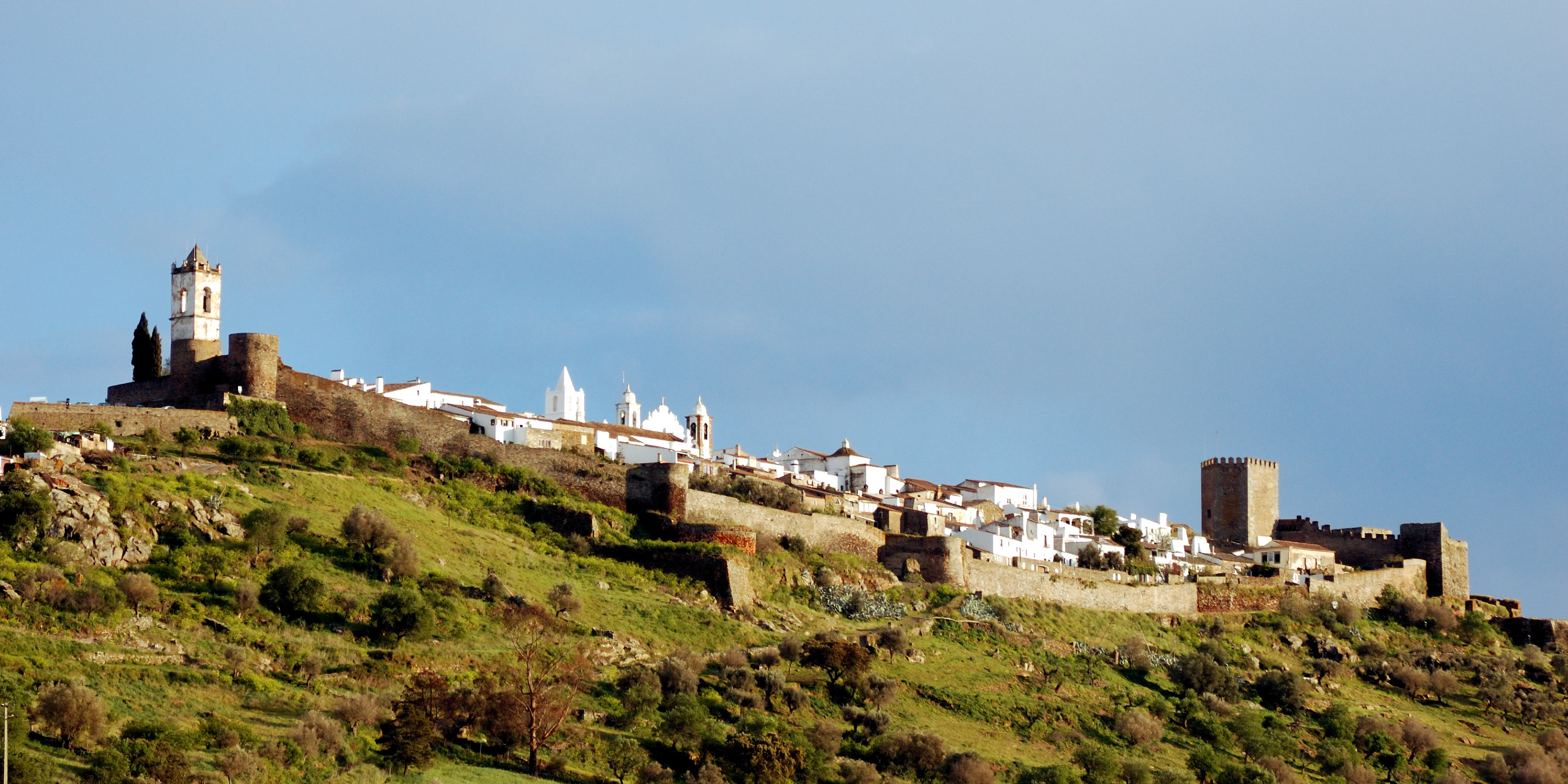
Castelo e vila de Monsaraz

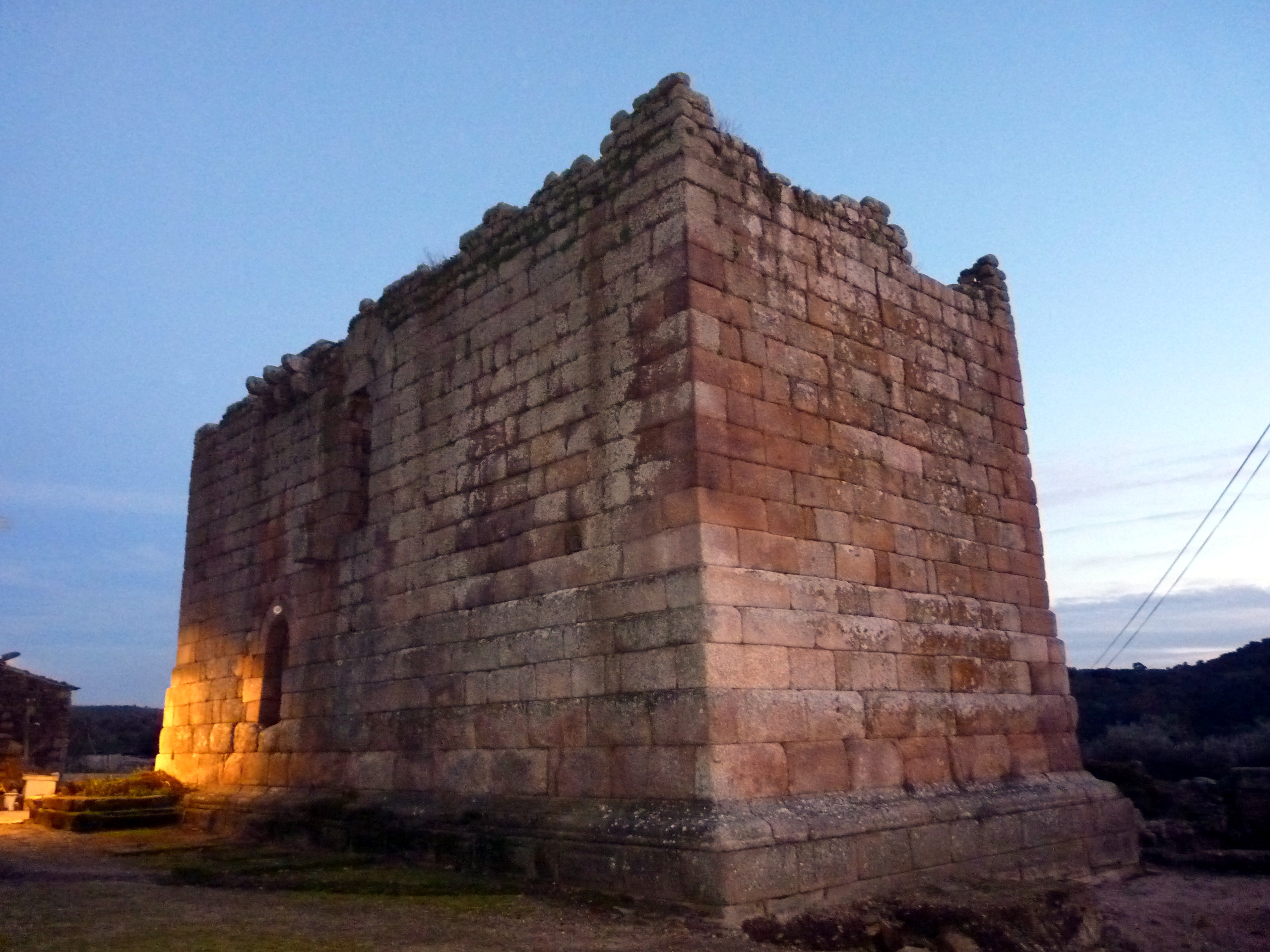
Torre templária de Idanha-a-Velha

- Castelo de Soure
- Castelo de Tomar
- Castelo de Castelo Branco
- Castelo de Pombal
- Castelo de Penas Róias
- Castelo de Ega
- Castelo de Mogadouro
- Castelo de Longroiva
- Castelo de Ródão
- Castelo de Castelo Novo
- Castelo de Penha Garcia
- Castelo de Almourol
- Castelo de Montalvão
- Castelo de Monsaraz

- Castelo de Redinha
- Castelo de Nisa
- Castelo de Alpalhão
- Castelo de Zêzere
- Castelo de Cardiga
- Castelo de Vila do Touro
- Castelo de Segura
- Castelo de Monsanto
- Castelo de Salvaterra do Extremo
- Castelo de Rosmaninhal
- Castelo de Penamacor
- Castelo de Bemposta
- Castelo de Proença-a-Velha
- Castelo de Idanha-a-Velha
- Castelo de Idanha-a-Nova

### Igrejas
- Igreja de Santa Maria dos Olivais
- Igreja de Santa Maria da Alcáçova (Santarém)
- Igreja de Santiago de Antas
- Igreja de São João Evangelista do Alfange